# Wismar
Wismar, oficialment Ciutat Hanseàtica de Wismar, és una ciutat alemanya de l'estat federal de Mecklemburg-Pomerània Occidental, situada a la costa de la Mar Bàltica, a la badia de Wismar, que gaudeix de la protecció de l'illa de Poel. Històricament va pertànyer a la Lliga Hanseàtica i actualment està inclosa a la Llista del Patrimoni de la Humanitat a Europa. El 2013 tenia 42.219 habitants.
En l'actualitat és un centre industrial i un port marítim important, al qual va establir-se al mig dels anys 1995 un clúster d'empreses de transformació de la fusta que és el més gran d'Europa.

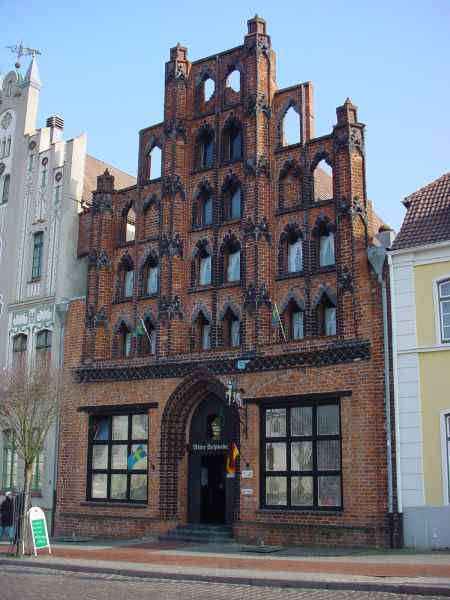
Casa gòtica Alter Schwede (vell suec) Wismar